# Esther Hullegie
Esther Hullegie est une joueuse néerlandaise de volley-ball née le 7 septembre 1992 à Ommen. Elle mesure 1,81 m et joue au poste de réceptionneuse-attaquante.

## Clubs
| Club                   | De        | À         |
| ---------------------- | --------- | --------- |
| Volco Ommen            | 1998-1999 | 2006-2007 |
| Kangeroe Hardenberg    | 2007-2008 | 2007-2008 |
| Dynamo Apeldoorn       | 2008-2009 | 2011-2012 |
| VC Weert               | 2012-2013 | 2012-2013 |
| Sliedrecht Sport       | 2013-2014 | 2014-2015 |
| Hermes Volley Oostende | 2015-2016 | 2015-2016 |
| Sliedrecht Sport       | 2016-2017 | 2018-2019 |
| VC Zwolle              | 2019-2020 | …         |

## Palmarès
- Supercoupe des Pays-Bas
  - Vainqueur : 2012, 2013, 2017, 2018.
- Championnat des Pays-Bas
  - Vainqueur : 2017, 2018, 2019.
  - Finaliste : 2014.
- Coupe des Pays-Bas
  - Vainqueur : 2015, 2018, 2019.
  - Finaliste : 2017.